# Éleuthère (Résistance)
Le réseau de la Résistance française Éleuthère a été fondé par Hubert de Lagarde. C'est un réseau de renseignement militaire (contre-espionnage) qui a opéré sur le territoire national français à partir de sa fondation en mai 1942.

## Création
Le réseau de résistance Éleuthère est fondé en mai 1942 — par le capitaine Hubert de Lagarde et le commandant André Brouillard connu sous le pseudonyme de Pierre Nord — dans un petit restaurant, la « Fontaine de mars », rue Saint-Dominique à Paris 7e. Est aussi présente une femme, Solange Ferré de Bourgogne. Auparavant, Pierre Nord a écrit un roman publié en 1936, Double crime sur la ligne Maginot qui est souvent considéré comme le premier roman d'espionnage français moderne et dont il a été tiré un film éponyme. L'organisation s'appelle d'abord « SR Villars » puis « Réseau Éleuthère ». Le nom du réseau vient de celui de cet évêque de Rome assassiné par les barbares ariens au IIe siècle à Rome.
Ce réseau est rattaché à Libération-Nord, avec pour principaux objectifs l'ordre de bataille, les effectifs et les déplacements des différents éléments de l'armée allemande. À Paris, rue Cambon, Hubert de Lagarde installe un magasin d'antiquités, à l'enseigne « Chez Swan », qui lui sert de couverture pour ses activités. Il développe amplement son réseau qui finit par couvrir toute la zone occupée en 12 sous-réseaux avec 419 agents. Dès ses débuts, le réseau est menacé de tentatives d'arrestations par la Gestapo, laquelle utilisait les dossiers des officiers de l'ex-armée d'armistice suspectés d'avoir favorisé l'entrée de l'Afrique du Nord dans la guerre.
Le réseau est formé en majorité d'officiers qui se sont spécialisés dans la recherche du renseignement militaire. Ces renseignements sont transmis à Londres puis à Alger. Le réseau comporte avec Solange Ferré de Bourgogne, pseudonyme « Claudine », dite l'« homme à tout faire d'Éleuthère », un agent féminin de haut-niveau. Claudine est arrêtée et déportée. Seul le cloisonnement sauve le réseau.

## Actions
Dès ses débuts, le réseau Éleuthère travaille avec l'Organisation de résistance de l'Armée (ORA) en vue d'une action commune, cohérente et coordonnée de tous les mouvements de résistance. La Gestapo veille et arrête les cadres inexpérimentés en matière d'action clandestine :
- le général Frère arrêté en juin 1943 ;
- le général Olleris et le général Gilliot ;
- le général Verneau arrêté en septembre 1943.

L'ORA est décapitée deux fois en 4 mois, la relève est prise par le général Revers, jusqu'à la Libération. Eleuthère se fortifiera de la croissance de l'ORA. Il devient le 2e bureau de l'ORA avec, cloisonnement oblige, un agent de liaison.

### Objectifs
L'action est basée principalement sur la défensive puis l'offensive dans le contre-espionnage et le recueil de renseignements ciblés sur l'armée allemande.

### Contre-espionnage
Le premier objectif a été de lutter contre l'implantation des services de renseignements allemands — notamment ceux de la Gestapo dirigés par le Général SS Karl Oberg — et de s'opposer aux services collaborationnistes vichyssois par l'intoxication et le noyautage comme le « Service de répression des menées anti-nationales » (SRMAN) dirigé par Charles Detmar ; il y a eu une tentative pour le retourner mais qui n'a pas abouti.

### Renseignement
Le second objectif a été de transmettre aux services français de Londres tous les renseignement utiles. Le maître-mot est l'identification, c'est-à-dire les unités avec leurs numéros, les postes de commandement, les lieux de stationnement, les effectifs en hommes et matériels, les réserves, en un mot la connaissance approfondie de l'ennemi et occupant.

#### Reconstitution de l'ordre de bataille allemand
Éleuthère parvient à mettre en fiches une bonne partie de l'armée allemande. La technique est l'identification, laquelle consiste à rechercher un renseignement complet sur les unités. Tous les moyens sont bons (procédés directs et indirects), comme l'exploitation :
- des tombes de soldats allemands avec les numéros d'unités ;
- du linge donné à blanchir dûment immatriculé par le régiment ;
- des « Soldbuch » et « Soldpass » ;
- des confidences d'ivrognes ou recueillies dans les maisons closes ;
- des doléances contre les réquisitions françaises de pneumatiques.

Avec la complicité des employés des Postes, il a été possible de suivre les secteurs postaux des unités allemandes dans tous leurs déplacements. Les noms des officiers généraux et supérieurs sont collectés avec soin. Un pistage implacable est fait, un travail de bénédictin. Les liens hiérarchiques entre unités et états-majors sont établis. Même Rommel fait l'objet d'une filature, ses postes de commandement et ses gîtes, comme le tunnel de Vauxaillon, sont recensés. Cette filature s'étend à Von Rundstedt et même à Hermann Göring. Dans ce cadre, de nombreux renseignements transmis par les agents recrutés au sein de la police de Vichy ont permis à de nombreux résistants de s'échapper.
Les renseignements fournis par ce réseau permettent à l'aviation alliée de pulvériser, dans la nuit du 4 au 5 mai 1944, la division blindée 9e Panzerdivision SS Hohenstaufen regroupée dans la région de Mailly-le-Camp. Le bilan est lourd : 10 000 à 12 000 hommes tués ou hors de combat, 400 chars détruits ainsi que de nombreux camions et autres véhicules.
En date du 19 avril 1944, l'agent V. 303 du sous-réseau Sapin fait l'inventaire des cantonnements de la division récemment arrivée dans la région de Bordeaux. C'est une partie de la 2e Division SS Das Reich qui est inventoriée. Cette unité blindée a été sévèrement étrillée par l'Armée rouge dans la bataille de Koursk. Elle a été envoyée en détachement précurseur dans la région de Montauban pour préparer sa reconstitution de grande unité. Tout y est, jusqu'à la compagnie vétérinaire incluse, en passant par les croquis de matériels, la carte des installations téléphoniques et les secteurs postaux. Ces documents transitent par l'ORA et par Londres.

#### Préparation des bombardements aériens
Ce travail de renseignement a été moralement difficile. L'imprécision des bombardements alliés a fait tomber les bombes sur des habitations et immeubles civils. Il faut guider les aviateurs alliés. Ceci a coûté cher en vies françaises mais il fallait vaincre. Le but recherché n'est pas toujours atteint. Éleuthère compte de nombreux aviateurs dans ses rangs. Les nouveaux types d'avions sont repérés aux essais et même aux études préliminaires. L'étude des terrains d'aviation est confiée à des aviateurs d'active et de réserve. Les objectifs sont d'épargner les populations avoisinantes et de limiter les pertes en appareils alliés.
La base de Longvic-Dijon, les emplacements de la défense contre l'aviation (DCA) allemande sont soigneusement cartographiés avec les logements des officiers, la présence d'ouvriers français avec leurs horaires. Le réseau ferroviaire aussi est couvert. Les résultats des bombardements sont également scrupuleusement étudiés et transmis. Le service de renseignements fait son travail de taupe. Les avions allemands ont de plus en plus de peine à décoller des terrains français occupés.

#### Sur la piste des armes secrètes nazies
Après le débarquement, les renseignements visent les sites de lancement des armes secrètes allemandes. Malgré le secret farouche qui entoure, à la base, les recherches scientifiques, la propagande nazie des dirigeants (Adolf Hitler en tête) suffit à brancher les services secrets sur ce problème. Éleuthère y contribue avec pugnacité et passion. Après le débarquement allié, les informations arrivent en Angleterre.
Dans le triangle Amiens-Abbeville-Montreuil-sur-Mer, aucune base de lancement n'échappe au repérage. Toute chute de projectile mystérieux est analysée. Les fournitures de cylindres d'air liquide sont passées au crible. Les usines (La Courneuve) sont pistées. Des enlèvements de présidents-directeurs généraux (PDG) allemands sont programmées mais n'aboutissent pas, les intéressés prenant la fuite.

### Divers
Le renseignement maritime, économique et politique fait également partie des activités du service de renseignements Éleuthère. Des tentatives de pénétration des milieux allemands achèvent de déstabiliser l'ennemi alors en fuite.

## Évolution

### Les débuts
Au départ, le réseau est organisé en cellules formant un ensemble strictement cloisonné, de telle sorte que la destruction d'un élément ne touche pas les autres. Hubert de Lagarde développe une de ces cellules avec Mme Férier. Des postes légers et mobiles vont s'établir à Limoges, Toulouse, Marseille, Lyon et Annemasse.

### Au 7, quai Voltaire
Le 3e étage du 7 quai Voltaire à Paris prend l'aspect d'un bureau d'état-major en opérations.
Le 15 décembre 1943 un des chefs de Libération-Nord est arrêté à Paris. Des précautions sont prises : le réseau est mis en sommeil, le lieu évacué. Le 17 décembre 1943, la Gestapo effectue un coup de main au 7 quai Voltaire. Yolande Férier de Thièrache revient sur les lieux et tombe dans la souricière mise en place à la suite de la trahison de la concierge. Depuis sa prison, elle va pouvoir faire passer les informations à Hubert de Lagarde sur un traître.

### Déménagement
Les rescapés qui ont échappé aux arrestations se replient sur le magasin d'antiquités, à l'enseigne « Chez Swann », rue Cambon à Paris. Éleuthère s'installe dans le sous-sol soigneusement aménagé. Il y a même un laboratoire photo, le travail reprend.

### Coups durs
En janvier 1944, Hubert de Lagarde prend en main le poste de chef du 2e bureau de l'état-major national des Forces françaises de l'intérieur (FFI).
Le 20 janvier 1944, le gouvernement Laval (garde des sceaux Maurice Gabolde) signe une loi instaurant des cours martiales françaises pour juger les résistants, suivie d'une nouvelle loi punissant de mort toute aide apportée aux maquisards. La chasse à l'homme se renforce. André Brouillard rejoint le maquis le 22 mai 1944.
Hubert de Lagarde est arrêté le 26 juin 1944 dans des conditions mal élucidées. Le lieutenant d'aviation Roger Hilliard (dit Sydney) prend le commandement mais il disparaît sans laisser de traces le 11 juillet 1944 alors qu'il se rendait à un rendez-vous. Le lendemain, le lieutenant-aviateur René Gourmez (dit Raymond) prend le commandement et trouve lui aussi la mort. Le travail du réseau se poursuit néanmoins.
En juillet 1944, envoyés vérifier une dénonciation par leur hiérarchie, les policiers résistants Antoine Cantin (alias « Le Saint 91 ») et Fernande Gaillard sont arrêtés et exécutés par le maquis à Millac. Deux gendarmes qui n'ont pas pu être prévenus par les policiers et qui avaient été dénoncés sont déportés et meurent à Buchenwald. Antoine Cantin est réhabilité en 1949, Fernande Gaillard seulement en 2017, l'ancien chef de maquis devenu officier dans l'armée de terre faisant obstruction à l'enquête,.

### Bilan humain
C'est un vrai martyrologe. Parmi les principaux connus on peut citer : 
- le 8 octobre 1943, le chef de secteur de Bourges ;
- le 18 novembre 1943, la famille Mathy de Montmorot ;
- le 27 novembre 1943, le chef de réseau d'Épernay ;
- le 17 décembre 1943, Solange Ferré de Bourgogne revenue plus tard de déportation[15] ;
- le 21 décembre 1943, le sous-lieutenant d'aviation Jean Beloeuil.

Il faut y ajouter les exécutions sommaires sans jugement (l'agent de liaison Jacques Hellouin et le caporal d'infanterie Pierre Escudié, du groupe Saule). Pierre Nord affirme « Aucun n'a parlé, aucun ».
Au lendemain de la Libération, le réseau compte 8 fusillés, 20 assassinés, 6 disparus et 62 déportés sur 419 agents principaux régulièrement, militairement engagés. En ce qui concerne les correspondants intermittents ou occasionnels, on manque de statistiques mais le nombre de victimes est estimé à 1 sur 4. D'autres réseaux, en comparaison, ont été plus éprouvés. Certains sont revenus des camps de la mort.

### Membres du réseau
Le musée de la Résistance nationale recense les participants du réseau Éleuthère  parmi lesquels :
- Jean Belly (1906-1959), pseudo Maxime, déporté à Buchenwald (matricule : 49843), puis à Sachsenhausen (matricule 79714) il est rapatrié à Paris le 24 juin 1945[18] ;
- Jean Belœil, pseudo Janbel, déporté à Auschwitz, Buchenwald et Flossenburg meurt du typhus en mai 1945 à Terezin[19] ;
- Jacques Bonnet, pseudo Jean-Claude Bastié, technicien électricien, membre du groupe Vacquier jusqu'en juillet 1944 puis agent de liaison du réseau Éleuthère à Cholet, mort en décembre 2016[20],[21] ;
- André Brouillard (Pierre Nord), second du réseau Éleuthère, commandeur de la Légion d'Honneur, Croix de Guerre 1939-1945 (avec 3 citations), Médaille de la Résistance française, Croix de guerre des théâtres d'opérations extérieures (3 citations obtenues au Maroc en 1926) ;
- Gilbert Burlot (1917-1968)[22], pseudo Barclays, déporté de la Résistance à Dachau, commandeur de la Légion d'Honneur, médaille militaire, croix de guerre 1939-1945 avec palme, médaille de la Résistance, médaille commémorative des services volontaires dans la France libre, médaille commémorative de la guerre 1939-1945, barrette Libération ;
- Denise Carroy, épouse Lamaury[23] ;
- Virgile Dubois, secrétaire du réseau, ancien membre du 2erégiment de dragons basé à Auch, sous le commandement du général Guy Schlesser, est en contact régulier avec le général André Bonnefous (2e bureau) et récolte des données à Londres pour en informer le général de Gaulle. Virgile Dubois est entre autres chargé de la traque de Das Reich[24] ;
- Pierre Escudié (1921-1944), fusillé à Châlons-sur-Marne le 5 août 1944[25] ;
- Solange Ferré de Bourgogne, pseudo Claudine, épouse Thabut, déportée de la Résistance à Ravensbrück, médaille de la Résistance, chevalier de la Légion d'honneur, Croix de guerre 1939-1945 avec 3 palmes, Ordre du Service distingué[26] ;
- Anthoine de Frémond de La Merveillère (1898-1984), croix du combattant volontaire guerre 1914-1918, médaille commémorative française de la guerre 1939-1945, médaille de la Résistance ;
- André Guillaud (1921-1991), déporté à  Buchenwald (matricule: 40847), transféré au kommando de Dora, puis évacué à Ravensbrück le 14 avril 1945 (matricule 14223). Il s'évade le 24 avril 1945 au cours de l’évacuation de Ravensbrück. Il est de retour en France le 19 mai 1945[27] ;
- Jacques Hellouin[28] ;
- Georges Heyte, « arrêté pour fait de Résistance à Nantes le 20 janvier 1944 »[29], déporté à Mauthausen, médaille de la Résistance, officier  de  la Légion d’Honneur le 14 avril 1975, est mort le 7 avril 2009 ;
- Jacqueline Laygues, déportée «NN» à Ravensbrück le 10 mai 1944 est libérée le 25 avril 1945[30] ;
- Jean Ligonday, pharmacien[31],[32], arrêté à Rennes le 20 avril 1945, il est incarcéré à la prison Jacques Cartier puis déporté le 2 août 1944 vers Belfort (train dit de Langeais). Transféré de Belfort à Natzweiler le 26 août 1944 (matricule 23945), il arrive à Dachau le 6 septembre 1944 via KL Natzweiler, Allach (matricule 1022) puis Mauthausen (matricule 98534) où il est libéré par les Américains le 5 mai 1945. Il est rapatrié le 19 mai 1945 à Paris ;
- Robert Monin (1906-1979)[33], déporté à Mauthausen, libéré à Ebensee, rapatrié en mai 1945 ;
- Joseph Morin (1898-1945), déporté à Mauthausen (matricule 60342), rapatrié le 5 mai 1945 en France[34] ;
- Henri Vandernotte (1899-1965), déporté à Buchenwald (matricule 41663), rapatrié en mai 1945[35] ;
- Marcellin Verbe(1914-2000) déporté à Buchenwald (matricule 49849), rapatrié en France le 14 juin 1945[36].